# Plaza Tomás Gomensoro
La Plaza Tomás Gomensoro es un espacio público verde en la ciudad de Montevideo.
Está ubicada entre la Rambla República del Perú y las calles Federico N. Abadie, Juan Benito Blanco y Luis C. Bollo, en el barrio de Pocitos.
La plaza se creó en 1897, cuando Francisco Piria delineó la zona de Trouville, con un claro estilo europeo de la época. Mantiene su estructura original de dos niveles hasta el día de hoy.
La plaza marca el fin de la calle Jaime Zudáñez (en el extremo oeste de la plaza). Antiguamente el mar avanzaba hasta la parte alta de la plaza donde había una playa privada para los vecinos de la zona.
Su nombre homenajea a Tomás Gomensoro, presidente de Uruguay entre 1872 y 1873.

## Diseño
La plaza se divide en dos grandes áreas: una superior hacia la calle Benito Blanco y otra parte inferior hacia la Rambla. La plataforma superior presenta unos balcones que otorgan una vista de la plaza, la playa y sus alrededores. Mediante escalinatas se accede al sector inferior, donde se destaca una pérgola circular que alberga una glorieta de diseño clásico en su interior. Rodeándola se encuentra una variada vegetación, que está perfectamente delimitada por caminos de ladrillos, en los que se distribuyen varios asientos que permiten a los ocasionales visitantes disfrutar del lugar y este da al espacio un ambiente más íntimo a ellos. 
Si bien los criterios básicos de composición remiten a pautas académicas, pueden detectarse ciertos elementos renovadores en el diseño de las columnas de la glorieta y en los artefactos de iluminación.

## Historia
El origen de esta plaza, hacia fines del siglo XIX, se inscribió en el proceso de acercamiento intencional de la ciudad a la costa con fines balnearios, tanto para el turismo como para la vivienda de temporada complementaria de la vida urbana. El borde acuático montevideano empezó a constituir una alternativa a la zona norte y sus casas-quinta de recreo.
A partir de 1910, sus dimensiones originales fueron modificadas tras el asfaltado de la rambla de Pocitos que permitió delinear las manzanas entre Francisco Vidal y la rambla, y extender la plaza al este hacia la costa. Fue denominada el 15 de octubre de 1919, “Tomás Gomensoro". En la década de 1920, se realizó el diseño ajustado a las nuevas proporciones apaisadas.
En 1986 fue reconstruida de tal forma de cuidar su fisonomía original como los materiales utilizados. Se repararon las escalinatas que acceden a las balconadas que termina en la calle Jaime Zudáñez, el pavimento de ladrillos y el de la pérgola central, constituida por pequeños trozos de mármol combinado con granito.
Desde 1993 es considerada Bien de Interés Municipal por la Intendencia de Montevideo.

### Reforma 2018-2019
A fines de 2018 comenzaron las renovaciones de la plaza. Esta se hizo en 2 etapas. 
En la primera etapa se realizaron corte de raíces, una tala, reparación de pavimentos de la zona superior y vereda perimetral. Este costó $ 3.983.015,62 (U$D 120.906 al día de la fecha licitada 26/09/2018).
En esta etapa se agregaron rampas de acceso lateral cumpliendo con la norma ISO 200:2014.
En la segunda etapa se realizaron reparación de pavimentos zona inferior, reposición de elementos que conforman la escalinata y acondicionamiento de equipamiento urbano. Este costó $ 3.347.449,93 (U$D 100.744 al día de la fecha licitada 19/03/2019).
En esta etapa, se reparó el sistema de bombeo de la fuente, el piso de tipo mosaico de ella y la pérgola.